# Represiune ideologică
Represiunea ideologică se referă la activitățile de forță împotriva ideologiilor și filosofiilor concurente.
Alan Wolfe⁠(d) definește represiunea ideologică ca fiind „încercarea de a manipula conștiința oamenilor astfel încât aceștia să accepte ideologia conducătoare, să nu aibă încredere și să refuze să fie influențați de ideologiile concurente”. Instrumentele de represiune ideologică sunt propaganda și cenzura.

## Represiunea ideologică în Uniunea Sovietică
În primele zile ale Uniunii Sovietice, dar și în alte țări, represiunea ideologică a fost realizată prin represiunea politică a purtătorilor de ideologii concurente.
Pe perioada de glorie a „marxism-leninismului”  în Uniunea Sovietică – pe la începutul anilor 1930 – studenții acestei școli de gândire primeau manuale care încurajau un anumit mod de gândire (cel marxist) ca fiind primordial și ca fiind singura școală de gândire științifică și adevărată.

Prin represiunea ideologică și controlul informației de presă, Uniunea Sovietică a încercat să țină la distanță revoluțiile sociale. 